# Estación de Gudín-Laminación
Gudín-Laminación es un apeadero ferroviario situada en el municipio español de Corvera de Asturias en el Principado de Asturias. Forma parte de la red de vía estrecha operada por Renfe Operadora a través su división comercial Renfe Cercanías AM. Está integrada dentro del núcleo de Cercanías Asturias como parte de la línea C-4 (antigua F-4) entre Cudillero y Gijón. Cuenta también con servicios regionales. 

## Situación ferroviaria
Se encuentra en el punto kilométrico 297,94 de la línea férrea de ancho métrico que une Ferrol con Gijón a 15 metros de altitud. El tramo es de vía única electrificada.

## Historia
Si bien la parada se ubica en el recorrido entre Avilés y Candás, abierto al tráfico el 3 de agosto de 1922 por la Sociedad de las Minas y Ferrocarril de Carreño, no se ubicó ninguna parada en la zona. Su origen como tal, fue posterior y motivado por el fuerte crecimiento de la industria siderúrgica. Inicialmente solo contaba con un andén que daba precisamente servicio a estas instalaciones, posteriormente se añadió un segundo andén ubicado del lado del lugar conocido como Gudín. Por ello el recinto cambió su nombre de Laminación a Gudín-Laminación. 

## Servicios ferroviarios

### Cercanías
Forma parte de la línea C-4 Gijón - Cudillero de Cercanías Asturias. Al menos treinta trenes diarios, en ambos sentidos, se detienen entre semana en el recinto. La frecuencia disminuye durante los fines de semana y festivos.
| procedencia/destino | < estación  | Línea | estación > | destino/procedencia |
| ------------------- | ----------- | ----- | ---------- | ------------------- |
| Gijón               | Zanzabornín |       | Trasona    | Cudillero           |